# Ardisia amplexicaulis
Ardisia amplexicaulis é uma espécie de planta da família Myrsinaceae. É endêmica da Índia.